# Rioni Rzymu

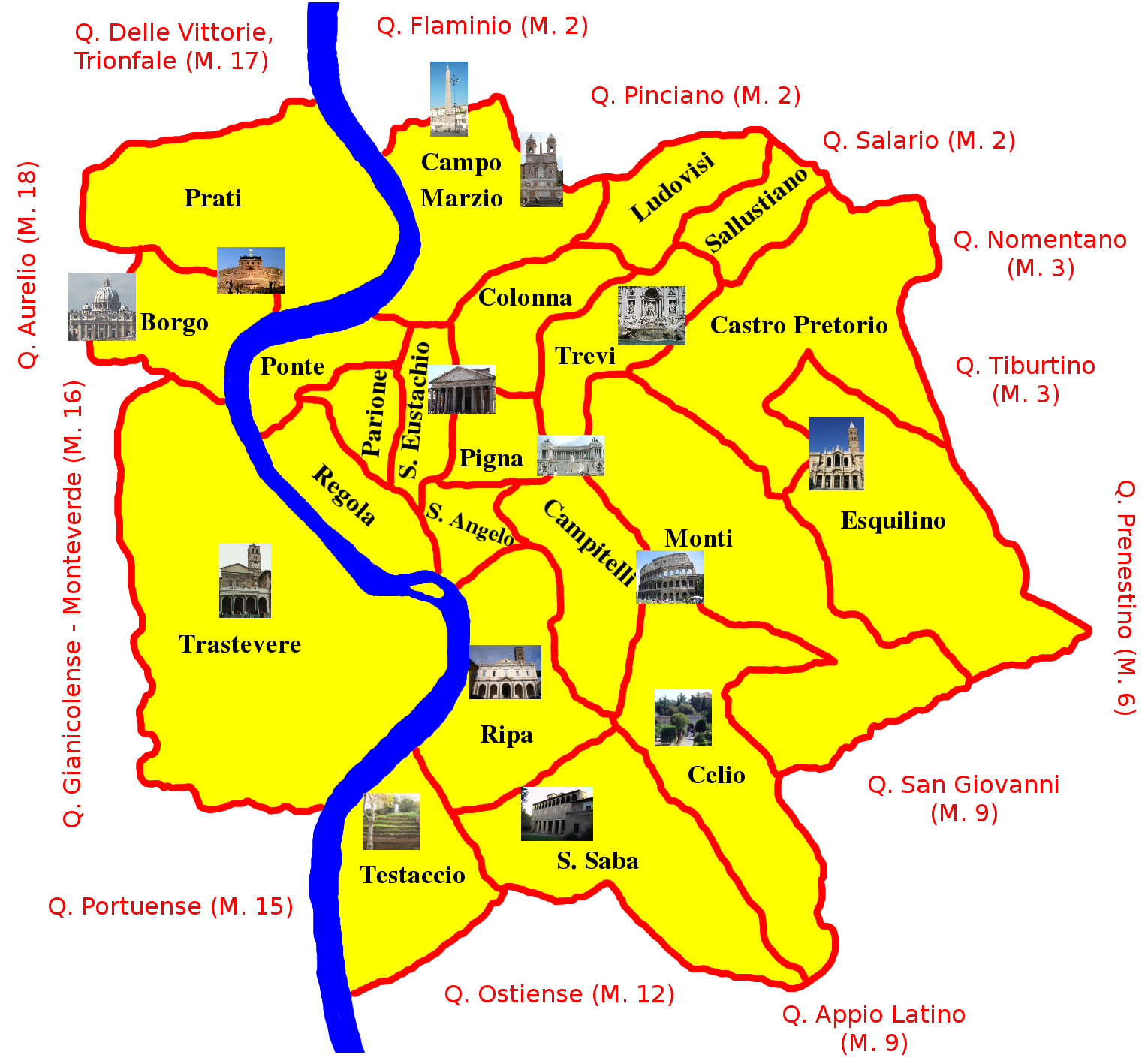
Rioni Rzymu wraz z przylegającymi dzielnicami (quartieri) i municypiami

Rioni Rzymu (l. poj. rione) − tradycyjny podział administracyjny Rzymu, dotyczący części wewnątrz murów aureliańskich, z niewielkimi wyjątkami.
Podział na rioni ulegał w ciągu wieków zmianom. Topograficznie dotyczy historycznego centrum miasta. W oznaczeniach na określenie poszczególnego rione używa się litery R. (z kropką) i liczby rzymskiej.

## Antyczneregiones
Pierwszy podział Rzymu wprowadzono w VI wieku p.n.e. za Serwiusza Tuliusza. Tuliusz ustanowił 4 regiones (okręgi) we wnętrzu pomerium:
1. Suburana (Celius)
2. Esquilina (Eskwilin)
3. Collina (Kwirynał i Wiminał)
4. Palatina (Palatyn i Welia)

W podziale Tuliusza nie uwzględniono Kapitolu, najprawdopodobniej ze względu na jego charakter cytadeli obronnej, ani Awentynu, który znajdował się jeszcze poza pomerium.
W czasach cesarstwa, za Oktawiana Augusta, zmieniono podział administracyjny stolicy, adaptując go do nowej sytuacji. Rzym powiększył się. Nowe dzielnice znajdowały się już poza murami z czasów republiki. Wyznaczono 14 regiones. Poza Zatybrzem (łac. Transtiberim), wszystkie znajdowały się na lewym brzegu Tybru:
1. Porta Capena
2. Caelimontium
3. Isis et Serapis
4. Templum Pacis
5. Esquiliae
6. Alta Semita
7. Via Lata
8. Forum Romanum
9. Circus Flaminius
10. Palatium
11. Circus Maximus
12. Piscina Publica
13. Aventinus
14. Transtiberim

Po upadku cesarstwa zachodniorzymskiego i zmniejszeniu się znaczenia Rzymu jako centrum cywilizacyjnego, raptownie spadła liczba mieszkańców miasta. Skutkiem czego stało się zatracenie sensu dawnego podziału administracyjnego stolicy. Około XII w. zaczął się krystalizować nowy podział dwunastoczęściowy. Nie został on narzucony przez władze, ale ustanowiony został spontanicznie. Chociaż nie pokrywał się on z podziałem cesarskim, używano nadal określenia łacińskiego regio lub zitalianizowanego rione.

## Rzymskierioni
Granice okręgów − rioni − ustalone zostały w XIII wieku. Ich liczba wzrosła do 13, po przyłączeniu Zatybrza. Często zabudowa mieszkalna zgrupowana była w centrum danego rione, zaś obszar wokół domów pozostawał pusty, bądź pokrywały go ruiny i zarośla. Wraz z renesansem rozpoczęła się nowa epoka porządkowania i zmian w układzie urbanistycznym miasta. Opustoszałe tereny wewnątrz murów miejskich pokryły się zabudową mieszkalną, wytyczonymi traktami, placami i fontannami. Zaistniała potrzeba wytyczenia jednoznacznych granic dla każdego rione. W 1586 papież Sykstus V dodał czternastego rione w okolicach bazyliki św. Piotra − Borgo. Podział ten przetrwał do XIX wieku.
Podczas okupacji francuskiej w 1798, bazując na tradycyjnym podziale czternastoczęściowym, ustalono nowy dwunastoczęściowy (w nawiasach podano odpowiednik współczesny):
1. Terme (część obecnego Monti)
2. Suburra (część obecnego Monti)
3. Quirinale (Trevi)
4. Pincio (Colonna)
5. Marte (Campo Marzio)
6. Bruto (Ponte)
7. Pompeo (Regola i Parione)
8. Flaminio (Sant'Eustachio)
9. Pantheon (Pigna i Sant'Angelo)
10. Campidoglio (Campitelli i Ripa)
11. Gianicolo (Trastevere)
12. Vaticano (Borgo)

Po upadku republiki napoleońskiej w 1800 Rzym podzielono na 8 części, były to tzw. giustizie:
1. Monti
2. Trevi
3. Colonna i Campo Marzio
4. Ponte i Borgo
5. Parione i Regola
6. Sant'Eustachio i Pigna
7. Campitelli, Sant'Angelo i Ripa
8. Trastevere

Mniejsze rioni zostały przyłączone do większych. Po zmianach wprowadzonych przez Francuzów pozostał obowiązek umieszczania na tablicach ulicznych numeru odpowiedniego rione. Tym sposobem pierwszy raz w historii miasta nie było nieścisłości związanych z wyznaczaniem linii podziału między jednym rione a drugim.

## Po zjednoczeniu Włoch
Rzym stał się stolicą zjednoczonych Włoch w 1861. Miasto znowu zyskało na znaczeniu. Zaczęła gwałtownie wzrastać liczba jego mieszkańców. Wznoszono nową zabudowę, zarówno we wnętrzu murów jak i poza ich linią. W 1874 odłączono z rione Monti Eskwilin. W ten sposób liczba okręgów wzrosła do 15. W XX w. powstały dzielnice quartieri poza murami miasta. W latach 20. XX wieku ustalona została liczba 22 rioni. Ostatnim wyodrębnionym rione było Prati. Rioni Prati i Borgo są jedynymi znajdującymi się poza linią murów aureliańskich.

## Rioni
| Znak | Nr       | Nazwa                 | Populacja | Powierzchnia | Osób/km²  | Gmina                      | Plan                  |
| ---- | -------- | --------------------- | --------- | ------------ | --------- | -------------------------- | --------------------- |
|      | R. I     | Monti                 | 14381     | 1,6508 km²   | 8.711,53  | Municipio I                | Rione Monti           |
|      | R. II    | Trevi                 | 3279      | 0,5503 km²   | 5.958,57  | Municipio I                | Rione Trevi           |
|      | R. III   | Colonna               | 2703      | 0,2689 km²   | 10.052,06 | Municipio I                | Rione Colonna         |
|      | R. IV    | Campo Marzio          | 7214      | 0,8817 km²   | 8.181,92  | Municipio I                | Rione Campo Marzio    |
|      | R. V     | Ponte                 | 4535      | 0,3189 km²   | 14.220,76 | Municipio I                | Rione Ponte           |
|      | R. VI    | Parione               | 3233      | 0,1938 km²   | 16.682,15 | Municipio I                | Rione Parione         |
|      | R. VII   | Regola                | 3974      | 0,3189 km²   | 12.461,59 | Municipio I                | Rione Regola          |
|      | R. VIII  | Sant’Eustachio        | 2450      | 0,1688 km²   | 14.514,22 | Municipio I                | Rione Sant’Eustachio  |
|      | R. IX    | Pigna                 | 10490     | 0,2063 km²   | 50.848,28 | Municipio I                | Rione Pigna           |
|      | R. X     | Campitelli            | 693       | 0,5990 km²   | 1.156,93  | Municipio I                | Rione Campitelli      |
|      | R. XI    | Sant’Angelo           | 1332      | 0,1376 km²   | 9.680,23  | Municipio I                | Rione Sant’Angelo     |
|      | R. XII   | Ripa                  | 2919      | 0,8485 km²   | 3.440,19  | Municipio I                | Rione Ripa            |
|      | R. XIII  | Zatybrze (Trastevere) | 18834     | 1,8008 km²   | 10.458,69 | Municipio I                | Rione Trastevere      |
|      | R. XIV   | Borgo                 | 3499      | 0,4877 km²   | 7.174,49  | Municipio I                | Rione Borgo           |
|      | R. XV    | Esquilino             | 22748     | 1,5807 km²   | 14.391,09 | Municipio I                | Rione Esquilino       |
|      | R. XVI   | Ludovisi              | 2038      | 0,3251 km²   | 6.268,84  | Municipio I                | Rione Ludovisi        |
|      | R. XVII  | Sallustiano           | 2404      | 0,2614 km²   | 9.196,63  | Municipio I                | Rione Sallustiano     |
|      | R. XVIII | Castro Pretorio       | 6499      | 1,0374 km²   | 6.264,7   | Municipio I, Municipio III | Rione Castro Pretorio |
|      | R. XIX   | Celio                 | 3085      | 0,8254 km²   | 3.737,58  | Municipio I                | Rione Celio           |
|      | R. XX    | Testaccio             | 8530      | 0,6628 km²   | 12.869,64 | Municipio I                | Rione Testaccio       |
|      | R. XXI   | San Saba              | 3657      | 1,1068 km²   | 3.304,12  | Municipio I                | Rione San Saba        |
|      | R. XXII  | Prati                 | 17427     | 1,2743 km²   | 13.675,74 | Municipio I                | Rione Prati           |
|      | Suma     | 22                    | 145924    | 15,5059 km²  | 9410,87   |                            |                       |